# Leucania bistriata
Leucania bistriata är en fjärilsart som beskrevs av Barend J. Lempke 1940. Leucania bistriata ingår i släktet Leucania och familjen nattflyn. Inga underarter finns listade i Catalogue of Life.